# Бангалор торпедо
Бангалор торпедо (енгл. Bangalore torpedo) је цилиндрично издужено експлозивно пуњење намијењено за отварање пролаза у минским пољима и бодљикавој жици.
Први пут је примијењено у Другом свјетском рату од стране САД и Велике Британије.
Састоје се обично од међусобно спојених металних цијеви, унутрашњег пречника око 50 милиметара. Цијеви су испуњене експлозивом у праху и спајају се увртањем. Задња цијев има детонатор, и експлозијом ове настављене цијеви отвара се пролаз кроз жичане препреке ширине више од 3 метра.